# Gaetano Giuliano
Gaetano Carlo Giuliano (Palazzolo Acreide, 23 luglio 1929 – Palazzolo Acreide, 3 dicembre 2023) è stato un politico italiano.

## Biografia
Avvocato, fu vice presidente dell'Amministrazione provinciale di Siracusa e segretario della Federazione provinciale del PSI.
Fu eletto nel 1971 deputato all'Assemblea regionale siciliana nel collegio della provincia di Siracusa per il PSI. 
Rieletto all'Ars nel 1976, divenne, nella giunta Bonfiglio assessore al Turismo fino al 1978, quando nel primo governo presieduto da Piersanti Mattarella fu anche vice presidente della Regione. Mantenne le due cariche nel marzo del 1979, con il secondo governo Mattarella.
Dopo l'assassinio, il 6 gennaio 1980, di Mattarella, assunse le funzioni di Presidente della Regione fino al 1º maggio 1980, e dal marzo 1980, anche la delega alla Sanità.
Non rieletto nel 1981, continuò la carriera politica, e fu Consigliere Comunale del Psi, fino al 1994, al Comune di Palazzolo Acreide, dove era residente.
Successivamente fu coinvolto nello scandalo della Sitas, una società mista privati-regione per la costruzione di alberghi a Sciacca e condannato nel luglio 1996 dal tribunale di Palermo. La Corte di Appello di Palermo nel giugno 2000 lo assolse con formula ampiamente liberatoria.
Dopo aver lasciato la politica attiva, si occupò di zootecnia e di energie alternative. 
Ricoprì la carica di Presidente provinciale dell'Associazione Allevatori di Siracusa.